# Cirrhigaleus
Cirrhigaleus rod manjih morskih pasa iz porodice kosteljaca raširenih po svim oceanima. Sastoji se od 3 vrste koje narastu do oko 120 cm dužine.

## Vrste
1. Cirrhigaleus asper (Merrett, 1973)
2. Cirrhigaleus australis White, Last & Stevens, 2007
3. Cirrhigaleus barbifer Tanaka, 1912